# Piano jouet
Le piano jouet (en anglais toy piano, en allemand Kinderklavier) est un instrument de musique polyphonique à clavier de la famille des percussions fonctionnant sur le même principe que le célesta : les touches du clavier actionnent des marteaux frappant des lames métalliques.

## Histoire
Le premier kinderklavier fut créé en 1872 à Philadelphie (États-Unis) par Albert Schoenhut, un jeune immigré allemand de 17 ans.

## Fonctionnement

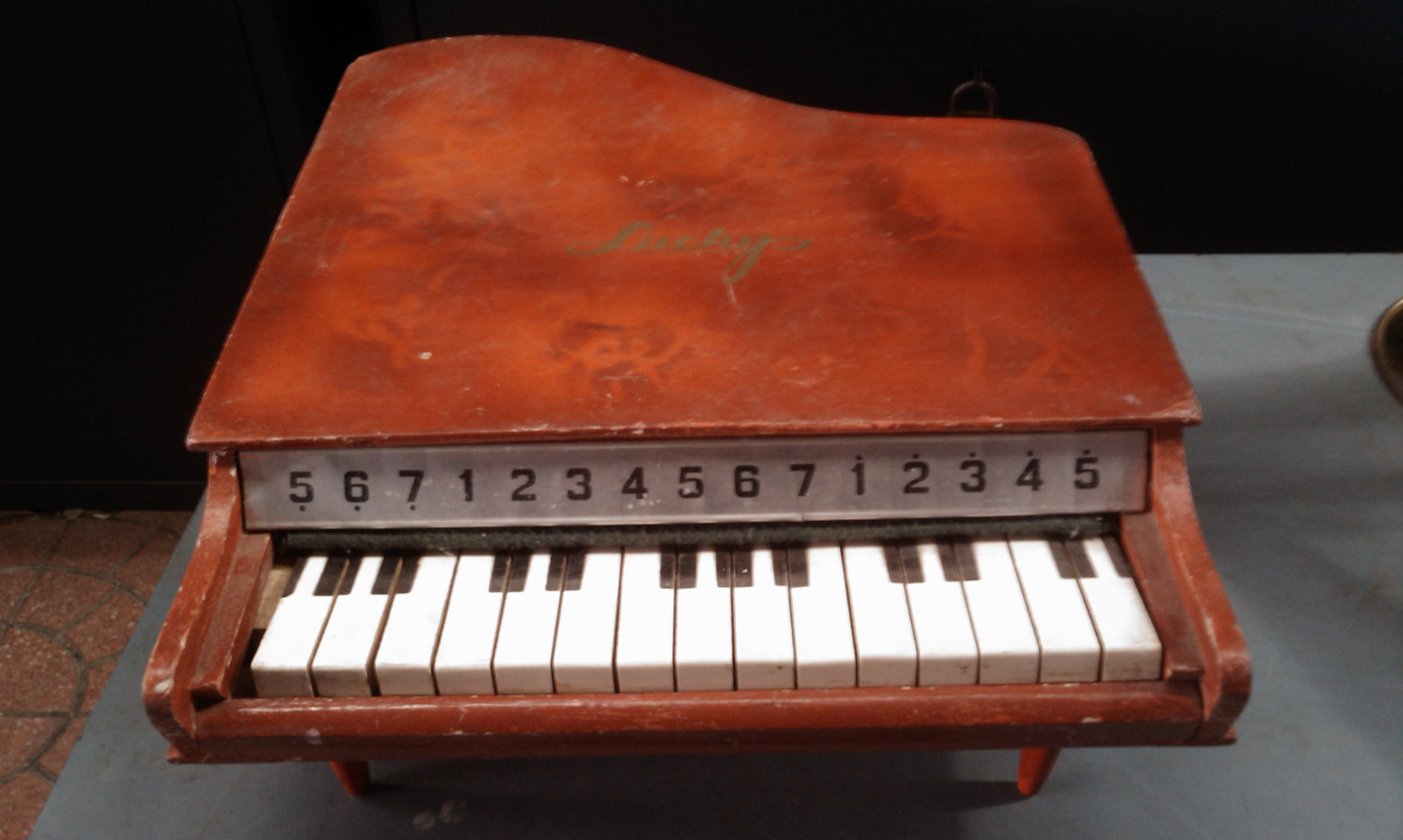
Piano jouet chinois, avec la notation en jianpu au-dessus des touches.

Il n'y a jamais eu de standardisation au niveau de l'ambitus, et donc du nombre de touches. Les quatre tailles les plus répandues comptent :
- 18 touches, soit une octave et demie (du do3 au fa4)
- 25 touches / deux octaves (du do3 au do5) ;
- 30 touches / deux octaves et demie (du do3 au fa5) ;
- 37 touches / trois octaves (du fa2 au fa5).

D'autres tailles existent : avec moins de touches (13, 16 ou 20 touches), ou avec plus de touches (Michelsonne a réalisé des pianos jouets de 49 et 54 touches).

## Utilisation en musique
À l'origine, cet instrument de musique est un jouet destiné aux enfants, mais il est utilisé par plusieurs compositeurs classiques :
- John Cage :
  - Suite for Toy Piano (1948, jouable également sur un piano normal)[1],[2] ;
  - Music for Amplified Toy Pianos (1960)[3] ;
- George Crumb, Ancient Voices of Children (1970) ;
- Matthew McConnell, Concerto for toy piano and chamber orchestra (2004);
- Pierre Bastaroli, Massacre du Printemps (2017)[4].
- Bruno Giner, Toy 145 (2020) concertino pour Toy piano à queue 35 touches et 6 Toys piano 18 touches, Toy 74 pour deux Toy-piano 30 touches

D'autres artistes l'incluent dans leurs créations pour donner à leurs œuvres un caractère enfantin : Steve Beresford, Jean-Jacques Birgé, Pascal Comelade, Chapi Chapo et les petites musiques de pluie, Klimperei, David Fenech, Artuan de Lierrée, Pascal Ayerbe, Cascadeur, et, dans un genre plus populaire, Sigur Rós ou Yann Tiersen (Valse des Monstres). L'Ensemble StaccaToy, fondé en 2016 par Emmanuelle Tat et réunissant 8 à 10  pianistes jouant uniquement sur piano jouet, offre un répertoire de transcription classique, de musiques improvisées et œuvre pour la création contemporaine en passant commande à des compositeurs tels que Pierre Bastaroli, Alexandros Markeas, Martin Loridan, Alexandre Bouvier ou encore Alain Mahé.

## Fabricants
Les fabricants historiques de pianos jouets sont :
- Michelsonne (France, 1939-1970) ;
- Schoenhut (États-Unis, depuis 1872) ;
- Jaymar (États-Unis, depuis les années 1920, a acquis la marque Schoenhut dans les années 1970, a cessé d'exister en tant que marque dans les années 1990).

De nos jours, la Schoenhut Piano Company (États-Unis, créé par fusion de Jaymar et Schoenhut) est le principal fabricant au niveau mondial, et le seul à proposer une gamme complète, allant des 18 touches aux 37 touches, droits et à queue.
D'autres marques existent, chacune proposant quelques modèles de petits pianos, généralement au sein d'un catalogue plus généraliste :
- New Classic Toys (Pays-Bas). Marque active depuis 1991, propose des 18 touches droits et à queue et des 25 touches électriques droits[7] ;
- Vilac (France). L'entreprise, qui existe depuis 1911, propose des 18 touches droits et un 30 touches à queue[8] ;
- Janod (France). Entreprise fondée en 1970, propose des 18 touches droits et à queue ;
- Delson (France) ;
- Small Foot Design (Allemagne) ;
- Hering (Brésil) ;
- Zeada (Chine).